# Love Me Tender (pel·lícula de 2004)
Love Me Tender (títol original en anglès: Elvis Has Left the Building) és una pel·lícula estatunidenca dirigida per Joel Zwick el 2004 i protagonitzada per Kim Basinger, Mike Starr, Sean Astin, Pat Morita, Denise Richards, Tom Hanks, John Corbett i Annie Potts. Ha estat doblada al català.
Després de My Big Fat Greek Wedding, Joel Zwick torna a les pantalles amb una altra comèdia, Love Me Tender, una road movie en la que Kim Basinger i John Corbett (My Big Fat Greek Wedding) ens transporten pels Estats Units, des de Texas fins a Las Vegas, en un embogit viatge marcat pels imitadors d'Elvis i la continua recerca d'una peculiar felicitat per part de la rosa Harmony.

## Argument
Harmony Jones (Kim Basinger) és una atractiva venedora de cosmètics de la marca Pink Lady. El que fa que sigui diferent de la resta de la gent és que des de petita sembla tenir un estrany vincle amb Elvis Presley: la nit en què ella va néixer, el 'Rei del rock' va participar en el The Ed Sullivan Show i, a més, tots dos van créixer a la mateixa ciutat.
La pel·lícula explica els avatars de la Harmony, que, gairebé sense adonar-se'n, omple de cadàvers d'Elvis el sud-est dels Estats units, mentre recorre quilòmetres en el seu Cadillac de color rosa per a una entrevista amb els aspirants a les Pink Ladies.
La peculiar venedora és perseguida per dos maldestres agents de l'FBI i això canvia la seva vida perquè, a força d'esquivar-los i fugir sense parar, emprèn un viatge cap al seu interior i allà hi descobreix l'amor veritable.

## Repartiment
- Kim Basinger: Harmony Jones
- John Corbett: Miles Taylor
- Annie Potts: Shirl
- Sean Astin: Aaron
- Mike Starr: Agent "Charlie“ (FBI)
- Phill Lewis: Agent "Sal“ (FBI)
- Denise Richards: Belinda
- Tom Hanks: Mailbox-Elvis
- Angie Dickinson: Bobette
- Pat Morita: organitzador

## Crítica
Absurda comèdia romàntica (...). Amb una protagonista absoluta i uns secundaris que es mouen per comportaments que fan passar vergonya en lloc de l'empatia que es pretén (...). Quan busquen la riallada troben el tòpic i quan van a la caça de la sensibilitat es topen amb la melassa"